# Paul Aron
Paul Aron (pronunciación en estonio: /ˈpɑu̯l ˈɑ.ron/; Tallin, Estonia; 4 de febrero de 2004) es un piloto de automovilismo estonio. Ha sido tercero en los campeonatos de Fórmula 4 Italiana en 2019, Fórmula Regional Europea en 2021 y 2022, y de Fórmula 3 en 2023 y Fórmula 2 en 2024 como debutante. Debutó en Fórmula E en el e-Prix de Berlín de 2024 con Envision Racing. En 2025 es piloto reserva del equipo Alpine en Fórmula 1.

## Carrera deportiva

### Inicios
Comenzando en Estonia a la edad de 8 años, Aron subió la escalera del karting ya que pronto estaba compitiendo por toda Europa, pero principalmente en Italia. Aron ganó el Campeonato Europeo de Karting CIK-FIA en 2018.

### Fórmula 4
Aron compitió en la ADAC Fórmula 4 de 2019 para Prema Powerteam, terminó séptimo en el campeonato con dos podios, los cuales fueron victorias en Austria y los Países Bajos. La campaña más exitosa de Aron en 2019 llegó en el Campeonato de Italia de Fórmula 4, también compitiendo para Prema, obtuvo ocho podios y dos victorias, una de las cuales también llegó en el Red Bull Ring, y la otra en Mugello. Aron terminó el año en tercer lugar detrás del piloto júnior de Red Bull, Dennis Hauger, y el miembro brasileño de la Academia de Pilotos de Ferrari, Gianluca Petecof. Gracias a nueve victorias de novato, Aron se convirtió en el campeón novato.

### Eurocopa de Fórmula Renault
Después de probar con ellos en la prueba de postemporada en Paul Ricard en noviembre de 2019, Aron firmó con el nuevo equipo de Eurocopa de Fórmula Renault de ART Grand Prix para la temporada 2020.
A pesar de obtener un segundo lugar en Nürburgring, el estonio fue superado por sus compañeros de equipo más experimentados Grégoire Saucy y el eventual campeón Victor Martins y terminó undécimo en la clasificación.

### Fórmula Regional

#### 2021
En 2021, Aron regresó a Prema para acompañar a David Vidales y Dino Beganovic en el Campeonato de Fórmula Regional Europea. El primer podio del estonio llegó en la primera ronda en Imola, donde terminó segundo en la carrera 2, siendo superado solo por su compañero de equipo del año anterior, Saucy. Aron pudo terminar tercero en las siguientes dos rondas respectivamente, pero luego tuvo una sequía de podios que duró hasta la séptima ronda de la temporada, donde terminó la primera carrera en el Red Bull Ring en tercer lugar. Tras una prueba en la que finalizó cuarto y duodécimo en Valencia, Aron consiguió su primera pole position de la temporada en el Circuito de Mugello.

#### 2022
Aron continuó con Prema para el Campeonato de Fórmula Regional Europea de 2022, logró 4 victorias más que la temporada anterior, logrando 2 victorias en una misma ronda en Zandvoort, pero a pesar de eso, terminó en la misma posición del año anterior en la clasificación general.

### Fórmula 3
En noviembre de 2021, Aron participó en la prueba de postemporada con Prema Racing los días 2 y 3. A fines de septiembre de 2022, Aron nuevamente participó en la prueba de postemporada de Campeonato de Fórmula 3 de la FIA con Prema, compitiendo los tres días.
Durante el mes siguiente, el equipo confirmó que Aron se había inscrito para competir en la Temporada 2023 del Campeonato de Fórmula 3 de la FIA.

### Fórmula 2

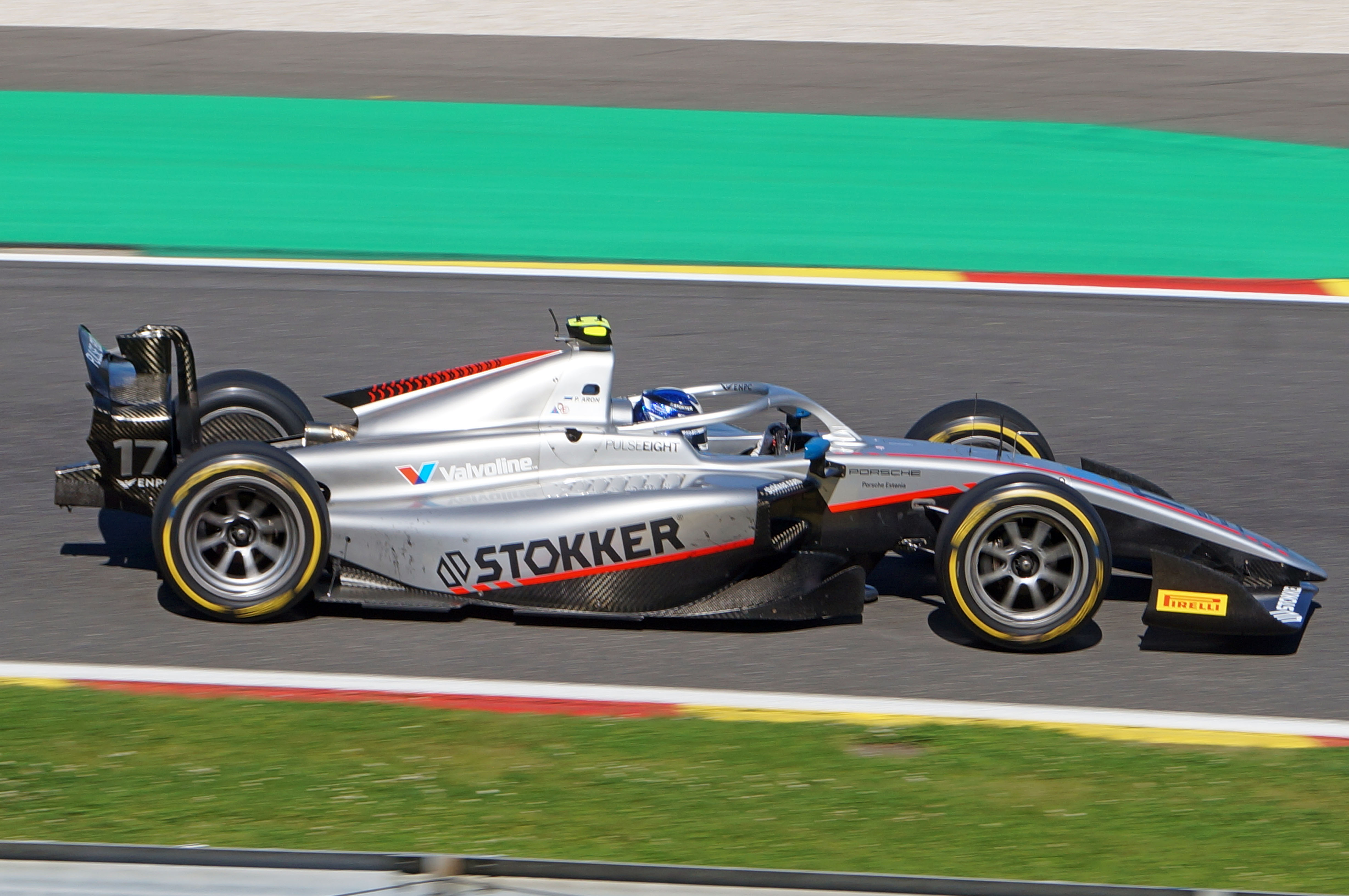
Paul Aron en Spa, 2022.

En 2023 fue anunciado como sustituto de Clément Novalak en Trident en la ronda de Yas Marina de Fórmula 2, siendo su debut en la categoría. Al año siguiente, fue contratado por Hitech Pulse-Eight.
Aron inició la temporada con resultados destacados, como con un tercer lugar en Sakhir y continuó sumando podios en Yeda, Melbourne e Imola, donde Franco Colapinto le arrebató su primera victoria en la última vuelta de la carrera corta. Alcanzó el liderazgo del campeonato tras un nuevo podio en Montecarlo.
Tras otras dos rondas, Barcelona y Spielberg, con podios, el estonio inició una mala racha de resultados. Tras largar desde la pole en Budapest, se vio involucrado en un accidente que provocó su abandono y una posterior penalización para la siguiente carrera. En Spa, largó nuevamente desde la pole pero sufrió un fallo mecánico en la última vuelta, cuando marchaba tercero. En Monza, no sumó puntos luego de dos incidentes, incluyendo un choque en la primera vuelta de la carrera principal, tras largar tercero. Tras esto, cayó al cuarto puesto en el campeonato.

### Fórmula 1
Fue miembro del Equipo Júnior de Mercedes en 2022 y 2023. En 2025 será piloto reserva del equipo Alpine en Fórmula 1.

### Fórmula E
Aron hizo su debut en la Fórmula E en el ePrix de Berlín de 2024 para Envision Racing, sustituyendo a Sébastien Buemi, quien tenía compromisos con otro campeonato. No sumó puntos en ninguna de las dos carreras.

## Resumen de carrera
| Temporada | Categoría                               | Equipo                         | Carreras          | Victorias         | Poles             | VR                | Podios            | Puntos            | Pos.              |
| --------- | --------------------------------------- | ------------------------------ | ----------------- | ----------------- | ----------------- | ----------------- | ----------------- | ----------------- | ----------------- |
| 2019      | Campeonato de Italia de Fórmula 4       | Prema Powerteam                | 21                | 2                 | 1                 | 0                 | 9                 | 226               | 3.º               |
| 2019      | ADAC Fórmula 4                          | Prema Powerteam                | 20                | 2                 | 0                 | 0                 | 2                 | 129               | 7.º               |
| 2020      | Eurocopa de Fórmula Renault             | ART Grand Prix                 | 20                | 0                 | 0                 | 0                 | 1                 | 54                | 11.º              |
| 2021      | Campeonato de Fórmula Regional Europea  | Prema Powerteam                | 20                | 2                 | 2                 | 1                 | 7                 | 197               | 3.º               |
| 2022      | Campeonato de Fórmula Regional Asiática | Abu Dhabi Racing by Prema      | 15                | 0                 | 2                 | 1                 | 3                 | 80                | 8.º               |
| 2022      | Campeonato de Fórmula Regional Europea  | Prema Racing                   | 19                | 6                 | 7                 | 4                 | 8                 | 241               | 3.º               |
| 2022      | Aurum 1006 km - GT3                     | Circle K milesPLUS Racing Team | 1                 | 0                 | 1                 | 0                 | 1                 | N/A               | 2.º               |
| 2023      | Campeonato de Fórmula 3 de la FIA       | Prema Racing                   | 18                | 1                 | 0                 | 1                 | 4                 | 112               | 3.º               |
| 2023      | Gran Premio de Macao                    | SJM Theodore Prema Racing      | 1                 | 0                 | 0                 | 0                 | 0                 | N/A               | DNF               |
| 2023      | Campeonato de Fórmula 2 de la FIA       | Trident                        | 2                 | 0                 | 0                 | 0                 | 0                 | 0                 | 24.º              |
| 2023-24   | Fórmula E                               | Envision Racing                | 2                 | 0                 | 0                 | 0                 | 0                 | 0                 | 27.º              |
| 2024      | Campeonato de Fórmula 2 de la FIA       | Hitech Pulse-Eight             | 28                | 1                 | 4                 | 3                 | 8                 | 163               | 3.º               |
| 2024      | Fórmula 1                               | BWT Alpine F1 Team             | Piloto de pruebas | Piloto de pruebas | Piloto de pruebas | Piloto de pruebas | Piloto de pruebas | Piloto de pruebas | Piloto de pruebas |
| 2025      | Fórmula 1                               | Stake F1 Team Kick Sauber      | Piloto de pruebas | Piloto de pruebas | Piloto de pruebas | Piloto de pruebas | Piloto de pruebas | Piloto de pruebas | Piloto de pruebas |
| 2025      | Fórmula 1                               | Kick Sauber F1 Team            | Piloto de pruebas | Piloto de pruebas | Piloto de pruebas | Piloto de pruebas | Piloto de pruebas | Piloto de pruebas | Piloto de pruebas |
| Fuente:   |                                         |                                |                   |                   |                   |                   |                   |                   |                   |

## Resultados

### Eurocopa de Fórmula Renault
(Clave) (negrita indica pole position) (cursiva indica vuelta rápida)

| Año  | Escudería      | 1   | 1   | 2    | 2    | 3   | 3   | 4   | 4   | 5   | 5   | 6   | 6   | 7   | 7   | 8    | 8    | 9   | 9   | 10  | 10  | Pos. | Puntos |
| ---- | -------------- | --- | --- | ---- | ---- | --- | --- | --- | --- | --- | --- | --- | --- | --- | --- | ---- | ---- | --- | --- | --- | --- | ---- | ------ |
| 2020 | ART Grand Prix | MNZ | MNZ | IMO1 | IMO1 | NÜR | NÜR | MAG | MAG | ZAN | ZAN | BAR | BAR | SPA | SPA | IMO2 | IMO2 | HOC | HOC | LEC | LEC | 11.º | 54     |
| 2020 | ART Grand Prix | Ret | 12  | Ret  | 6    | 11  | 2   | 10  | 12  | 7   | 17  | 8   | 12  | Ret | DNS | Ret  | 8    | 9   | 5   | 10  | 17  | 11.º | 54     |

### Campeonato de Fórmula Regional Europea
(Clave) (negrita indica pole position) (cursiva indica vuelta rápida)

| Año  | Equipo          | 1   | 1   | 2   | 2   | 3   | 3   | 4   | 4   | 5   | 5   | 6   | 6   | 7   | 7   | 8   | 8   | 9   | 9   | 10  | 10  | Pos. | Puntos |
| ---- | --------------- | --- | --- | --- | --- | --- | --- | --- | --- | --- | --- | --- | --- | --- | --- | --- | --- | --- | --- | --- | --- | ---- | ------ |
| 2021 | Prema Powerteam | IMO | IMO | BAR | BAR | MON | MON | LEC | LEC | ZAN | ZAN | SPA | SPA | SPI | SPI | VAL | VAL | MUG | MUG | MNZ | MNZ | 3.º  | 197    |
| 2021 | Prema Powerteam | 4   | 2   | 3   | 4   | 3   | Ret | 14  | 26  | 4   | 7   | 18  | 8   | 3   | 13  | 4   | 12  | 1   | 1   | 6   | 2   | 3.º  | 197    |
| 2022 | Prema Racing    | MNZ | MNZ | IMO | IMO | MON | MON | LEC | LEC | ZAN | ZAN | BUD | BUD | SPA | SPA | SPI | SPI | BAR | BAR | MUG | MUG | 3.º  | 241    |
| 2022 | Prema Racing    | 27  | 1   | 3   | 6   | 25  | DNQ | 1   | 3   | 1   | 1   | 6   | 7   | 4   | 4   | Ret | 16  | 1   | 4   | 1   | 11  | 3.º  | 241    |

### Campeonato de Fórmula 3 de la FIA
(Clave) (negrita indica pole position) (cursiva indica vuelta rápida puntuable)

| Año  | Escudería    | 1   | 1   | 2   | 2   | 3   | 3   | 4   | 4   | 5   | 5   | 6   | 6   | 7   | 7   | 8   | 8   | 9   | 9   | Pos. | Puntos | Ref.   |
| ---- | ------------ | --- | --- | --- | --- | --- | --- | --- | --- | --- | --- | --- | --- | --- | --- | --- | --- | --- | --- | ---- | ------ | ------ |
| 2023 | Prema Racing | SAK | SAK | MEL | MEL | MON | MON | BAR | BAR | SPI | SPI | SIL | SIL | BUD | BUD | SPA | SPA | MNZ | MNZ | 3.º  | 112    | [ 31 ] |
| 2023 | Prema Racing | 5   | 12  | 3   | 6   | 10  | 3   | 5   | 5   | 1   | 25  | 12  | 4   | 4   | 5   | 3   | 8   | Ret | 7   | 3.º  | 112    | [ 31 ] |

### Campeonato de Fórmula 2 de la FIA
(Clave) (negrita indica pole position) (cursiva indica vuelta rápida puntuable)

| Año  | Escudería          | 1   | 1   | 2   | 2   | 3   | 3   | 4   | 4   | 5   | 5   | 6   | 6   | 7   | 7   | 8   | 8   | 9   | 9   | 10  | 10  | 11  | 11  | 12  | 12  | 13  | 13  | 14  | 14  | Pos. | Puntos | Ref.   |
| ---- | ------------------ | --- | --- | --- | --- | --- | --- | --- | --- | --- | --- | --- | --- | --- | --- | --- | --- | --- | --- | --- | --- | --- | --- | --- | --- | --- | --- | --- | --- | ---- | ------ | ------ |
| 2023 | Trident            | SAK | SAK | YED | YED | MEL | MEL | BAK | BAK | MON | MON | BAR | BAR | SPI | SPI | SIL | SIL | BUD | BUD | SPA | SPA | ZAN | ZAN | MNZ | MNZ | YMC | YMC |     |     | 24.º | 0      | [ 32 ] |
| 2023 | Trident            |     |     |     |     |     |     |     |     |     |     |     |     |     |     |     |     |     |     |     |     |     |     |     |     | 16  | 18  |     |     | 24.º | 0      | [ 32 ] |
| 2024 | Hitech Pulse-Eight | SAK | SAK | YED | YED | MEL | MEL | IMO | IMO | MON | MON | BAR | BAR | SPI | SPI | SIL | SIL | BUD | BUD | SPA | SPA | MNZ | MNZ | BAK | BAK | LUS | LUS | YMC | YMC | 3.º  | 163    | [ 33 ] |
| 2024 | Hitech Pulse-Eight | 5   | 3   | 2   | 10  | 18  | 2   | 2   | 6   | 7   | 3   | 3   | 4   | 3   | 5   | Ret | 12  | 6   | Ret | 18  | 16† | 20  | Ret | 6   | 6   | 5   | 1   | DSQ | 11  | 3.º  | 163    | [ 33 ] |

### Fórmula E
(Clave) (negrita indica pole position) (cursiva indica vuelta rápida puntuable)
| Año     | Escudería       | 1   | 1   | 2   | 2   | 3   | 4   | 5   | 5   | 6   | 7   | 7   | 8   | 8   | 9   | 9   | 10  | 10  | Pos. | Puntos | Ref.   |
| ------- | --------------- | --- | --- | --- | --- | --- | --- | --- | --- | --- | --- | --- | --- | --- | --- | --- | --- | --- | ---- | ------ | ------ |
| 2023-24 | Envision Racing | MEX | MEX | DIR | DIR | SÃO | TOK | MIS | MIS | MON | BER | BER | SHA | SHA | PRT | PRT | LON | LON | 27.º | 0      | [ 34 ] |
| 2023-24 | Envision Racing |     |     |     |     |     |     |     |     |     | 13  | 14  |     |     |     |     |     |     | 27.º | 0      | [ 34 ] |

### Fórmula 1
(Clave) (negrita indica pole position) (cursiva indica vuelta rápida)

| Año     | Escudería                 | 1   | 2   | 3   | 4   | 5   | 6   | 7   | 8   | 9   | 10  | 11  | 12     | 13  | 14     | 15  | 16  | 17  | 18  | 19  | 20  | 21  | 22  | 23  | 24  | Pos. | Puntos |
| ------- | ------------------------- | --- | --- | --- | --- | --- | --- | --- | --- | --- | --- | --- | ------ | --- | ------ | --- | --- | --- | --- | --- | --- | --- | --- | --- | --- | ---- | ------ |
| 2025    | Stake F1 Team Kick Sauber |     | CHN | JPN | BHR | ARA | MIA | EMI | MON |     | CAN | AUT | GBR TD |     | HUN TD | NED | ITA | AZE | SIN | USA | MEX | SÃO | LVG | QAT | ABU |      |        |
| 2025    | Kick Sauber F1 Team       | AUS |     |     |     |     |     |     |     | ESP |     |     |        | BEL |        |     |     |     |     |     |     |     |     |     |     |      |        |
| Fuente: |                           |     |     |     |     |     |     |     |     |     |     |     |        |     |        |     |     |     |     |     |     |     |     |     |     |      |        |